# Michele di Bartolomeo degli Odasi
Michele di Bartolomeo degli Odasi più conosciuto come Tifi degli Odasi, Tifetus o Typhis Odaxius (Padova, 1450 (1451?) – Padova, 1492) è stato un poeta italiano, tra i principali esponenti della poesia maccheronica.

## Biografia
Molto poco si sa della sua biografia. Nato e morto a Padova, figlio di Bartolomeo da Martinengo e Sara da Camarano, fratello del noto umanista Lodovico Odasio; in linea con il costume umanistico in auge prese il nome di Tifi, pilota degli Argonauti.  Tifi è meglio conosciuto come l'autore della Macaronea, una caricatura poetica che miscela latino e dialetti italiani (toscano e 
veneto di Padova). È uno dei primi esempi di versi in maccheronico .
È stato anche ipotizzato che Tifi sia l'autore di un'altra opera in latino maccheronico, Nobile opus Vigoncae ("Il nobile lavoro di Vigonza"), ma tale attribuzione non è universalmente accettata.

## Documenti
- SCARDEONI, De antiquitate urbis Patavii. Basileae, 1560, in f.